# Pelíkovice
Pelíkovice (německy Pelkowitz) je malá vesnice, část města Rychnov u Jablonce nad Nisou v okrese Jablonec nad Nisou. Nachází se asi 2 km na jihozápad od Rychnova u Jablonce nad Nisou. Je zde evidováno 35 adres. Trvale zde žije 30 obyvatel.
Pelíkovice je také název katastrálního území o rozloze 5,43 km2. Součástí Pelíkovic je i osada Rydvaltice

## Historie
První písemná zmínka o obci pochází z roku 1543.

## Pamětihodnosti a zajímavosti
- kamenná boží muka u rozcestí severně od vsi
- pamětní kříž při silnici do Zálesí a Rychnova
- kříž Christofa Ulricha (v jižní části zahrady domu čp. 18)
- Pelíkovické mokřiny pod silnicí do Rydvaltic a Radoňovic
- Naučná stezka manželů Scheybalových